# Papunahua
Papunahua is een corregimiento in het Colombiaanse departement Vaupés. De corregimiento telt 106 inwoners (2005).
Gemeenten: Carurú · Mitú · Taraira

Departementale corregimientos: Pacoa · Papunahua · Yavaraté

Gemeentelijke corregimientos: Acaricuara · Villa Fátima